# Redha Malek
Redha Malek (in arabo مالك رضا; Batna, 21 dicembre 1931 – Algeri, 29 luglio 2017) è stato un politico algerino.
Fu primo ministro dell'Algeria dall'agosto 1993 all'aprile 1994. 
Nel corso del suo breve mandato vi fu una delle fasi più delicate della guerra civile in Algeria.
Fu direttore del quotidiano El Moudjahid dal 1957 al 1962, durante la guerra d'indipendenza algerina.
Dopo il 1963 fu inviato in diversi Paesi come ambasciatore: Jugoslavia, Francia, Unione Sovietica, Stati Uniti (1979-1982) e Regno Unito.
Fu ministro dell'informazione e della cultura (1977-1979) e ministro degli esteri (1993). Nel 1995 fondò il partito antislamista National Republican Alliance.